# Myotis ruber
Myotis ruber is een zoogdier uit de familie van de gladneuzen (Vespertilionidae). De wetenschappelijke naam van de soort werd voor het eerst geldig gepubliceerd door É. Geoffroy in 1806.

## Voorkomen
De soort komt voor in Brazilië, Paraguay en Argentinië.